# 327년

## 연호
- 동진(東晉) 함화(咸和) 2년
- 성한(成漢) 옥형(玉衡) 17년
- 전조(前趙) 광초(光初) 10년
- 전량(前凉) 건흥(建興) 15년

## 기년
- 동진(東晉) 성제(成帝) 2년
- 신라(新羅) 흘해 이사금(訖解泥師今) 18년
- 고구려(高句麗) 미천왕(美川王) 28년
- 백제(百濟) 비류왕(比流王) 24년

## 사건
- 백제의 비류왕의 동생인 우복이 반란을 일으켰다.